# نجيب العسراوي
نجيب سعد الدين العسراوي (بالبرتغالية: Nagib Assrauy‏) (1 يناير 1891 - أكتوبر 1987) صحفي وناشط سياسي وكاتب لبناني - برازيلي.   ولد في بتاتر وتلقى دروسه في المدرسة الإسلامية العثمانية للشيخ عباس الأزهري في بيروت، ثم درس الحقوق على الشيخ أحمد العارف وانتقل إلى الآستانة فأحرز من جامعتها الدكتوراه في الفلسفة، وعاد إلى لبنان ودرس الصحافة على الشيخ رشيد عطية وكتب في جريدة الصفاء سنة 1914. انضم إلى الثورة العربية بقيادة الشريف حسين ورافق الأمير فيصل. هاجر إلى البرازيل في 1920 وعمل في التجارة فأسهم في تحرير جريدة العاصمة، ثم اشتراها وأصدرها من جديد باسم الإصلاح في 29 كانون الثاني 1921. له كتب المطبوعة وغير المطبوعة في موضوعات شتى. 

كان عضواً في المجمع العلمي البرازيلي، ورئيس الرابطة الخيرية الدرزية في البرازيل. وأمين الشؤون العربية في المعهد البرازيلي للثقافة، ونائباً لمشيخة العقل في الاتحاد البرازيلي. أطلقت إسمه على أحد شوارع المدينة بيلو هوريزونتي. 

## سيرته
ولد نجيب بن سعد الدين بن عبد الله بن جهجاه بن واكد العسراوي في بتاتر في أول كانون الثاني 1891 وانتقلت به الأسرة إلى بيروت وهو طفل ثم تلقى دروسه في المدرسة الإسلامية العثمانية للشيخ عباس أحمد الأزهري في بيروت، ثم درس الحقوق على الشيخ أحمد العارف المصري الأصل، وانتقل إلى الآستانة فاحرز من جامعتها الدكتوراه في الفلسفة، وعاد إلى لبنان ودرس الصحافة على يد الشيخ رشيد عطية وكتب أول مقال نشرته له جريدة الصفاء سنة 1914.

انتقل نجيب العسراوي إلى جبل الدروز في أواخر سنة 1915 وسكن قرية الصورة وفتح فيها مدرسة، ثم انتقل إلى نجران ومنها إلى ملح حيث صحب الزعيم مصطفی الأطرش شيخ امتان الذي كان على مع الدولة بسبب إعدامها ابن عمه ذوقان بك والد سلطان باشا الأطرش، فأقامت الدولة احتفالاً في حديقة البلدية في القرية دعت إليه زعماء الدروز لاسترضائه فلم يحضره مصطفى بك وأناب عنه العسراوي وعلي عبيد، فنال الدكتور نجيب في أعقاب هذا الاجتماع الوسام العثماني من رتبة ضابط مع لقب بك. 

وعندما أعلنت الثورة العربية بقيادة الشريف حسين أعلن تأييده لها وانضم إليها يرافق الأمير فيصلاً، وخاض معه عدداً من معاركها. وكان الكولونيل لورنس يعمل في القضايا العربية فكلف الشريف حسين نجيباً أن يمثله مع لورنس ماحضاً إياه الثقة التامة، وقد شهد لورنس بشجاعته وقوة شخصيته، ومنحته الدولة البريطانية وساماً رفيعاً، كما منحه الشريف حسين وسام الثورة العربية المذهب، وأخر وسام حصل عليه هو الوسام الدولي المذهب أحرزه بعدئذ وهو في البرازيل. 

وفي 10 آذار 1920 سافر إلى البرازيل مهاجراً يعمل في التجارة، فأسهم في تحرير جريدة العاصمة ثم اشتراها من صاحبها منير اللبابيدي وأصدرها باسم الإصلاح بع أن نقلها إلى مدينة أوليفيرا في ولاية ميناس حيث مركز أشغاله، فصدرت في 29 كانون الثاني 1921 وبالاشتراك مع السيد سعيد مطر، فكانت منبراً للكلمة الصادقة الجريئة ووسيلة لنشر المعرفة والعلم. 

## مؤلفاته
مؤلفاته المطبوعة هي:
- الإسلام في أميركا، 1921 وهو ردّ على كتاب الطلاق وتعدد الزوجات تأليف إلياس مسرة.
- ورد من البرازيل، وهو رد على الدكتور سامي مكارم في كتابه أضواء على مسلك التوحيد.
- الدرزية، باللغة البرتغالية (O Druzismo)، سنة 1967.
- المذهب التوحيدي الدرزي، وهو يبحث في أصول المذهب
- تعالوا نحكي عربي، (Vamos falar Arabe) وهو معجم برتغالي برازيلي لتعليم الأجانب التكلم بالعربية.

كتبه غير المطبوعة:
- تحرير العقل وطلاق الفكر، كتاب فلسفي فكري.
- تاريخ العائلة العسراوية
- أعلام الدروز [5] [1]

## حياته الشخصية
تزوج جميلة ابنة محمود فارس العسراوي، ورزق منها عارف وجميل وعادل ووردة وسلمى. 

## وفاته
توفي في تشرين الأول 1987 ودفن في البرازيل. 

## وصلات خارجية
- في archive.sakhrit